# Hugo Milner
Hugo Milner (* 2. September 1998 in Derby) ist ein britischer Leichtathlet und Triathlet.

## Sportliche Laufbahn

### Leichtathletik
Erste internationale Erfahrungen sammelte Hugo Milner bei den Crosslauf-Weltmeisterschaften 2017 in Kampala, bei denen er nach 26:58 min auf dem 70. Platz im U20-Rennen landete. Im selben Jahr begann er ein Studium an der Harvard University in den Vereinigten Staaten und bei den Crosslauf-Europameisterschaften 2022 in Turin wurde er nach 30:50 min 32. im Einzelrennen. 2023 gelangte er bei den Crosslauf-Europameisterschaften in Brüssel nach 30:27 min auf Rang vier und bei den Crosslauf-Europameisterschaften 2024 in Antalya landete er nach 22:48 min auf dem elften Platz und sicherte sich in der Teamwertung die Bronzemedaille hinter den Teams aus Spanien und Belgien.

#### Persönliche Bestleistungen
- 5000 Meter: 13:44,46 min, 24. Juli 2021 in Loughborough
- 10.000 Meter: 28:36,95 min, 5. Juni 2021 in Birmingham